# Arroyo El Rey
El arroyo El Rey es un arroyo de la Provincia de Santa Fe, Argentina. Nace en la cañadas Ombú, la Morocha y del Rey, todas en la provincia de Santa Fe cercanas a la localidad de Moussy y recorre 50 km hasta su desembocadura en el riacho San Jerónimo, un brazo del Río Paraná.
Su caudal hídrico medio es de 40 m³/s. Los caudales máximos medios mensuales se han registrado en los meses 
de abril y/o mayo, con valores que duplican, al menos, los medios de cada serie. Noviembre y diciembre son los meses en los que se advierte una moda secundaria en los caudales máximos mensuales promedio (Giraudo et al. 2013).

## Historia
En épocas remotas, la nación de los abipones que habitaban sus costas lo denominaban Ychimaye o "Río de las calabazas" por tener en su recorrido múltiples curvas.
En el margen izquierdo de este arroyo, el 27 de abril de 1872, el General Manuel Obligado fundó la ciudad de Reconquista (Argentina) en las tierras que habían pertenecido a la Reducción San Jerónimo del Rey, habitada tiempo antes por un malón aborigen.

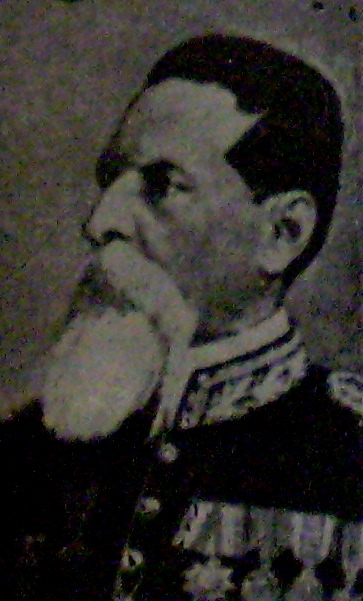
Manuel Obligado

Al norte del arroyo, el 18 de enero de 1879 se fundó la ciudad de Avellaneda. El arroyo El Rey es el límite geográfico entre Reconquista y Avellaneda, que conforman un aglomerado urbano algo menos de 100 mil habitantes en 2001.
Sometido durante muchos años a la contaminación por parte de las industrias ubicadas en su orilla, por su régimen aluvional experimenta grandes profundidades y bancos de arena que hacen peligrosa su navegación y uso natatorio.

## Mito sobre "La Maldición del Arroyo"
En la provincia de Santa Fe las tribus montaraces ofrecían resistencia a la expansión de los blancos en la parte norte de la misma. Aguerridas y tenaces, no permitían que se establecieran colonos; la naturaleza salvaje que ellas tan bien conocían les ayudaba en su propósito de no dejar hallar la tierra de sus antepasados.
En el año 1872 el General Manuel Obligado comandó las tropas que las enfrentaron y consiguió extender las fronteras hasta situarlas en el límite natural del arroyo El Rey.
No quedaba a los indígenas más que enfrentarse a las tropas o tratar de huir hacia las selvas y montes allende al arroyo.
Viendo que llevaban las de perder, para refugiarse en el Chaco, trataron de cruzar el arroyo que había engrosado el caudal de sus aguas y estaba sumamente crecido.

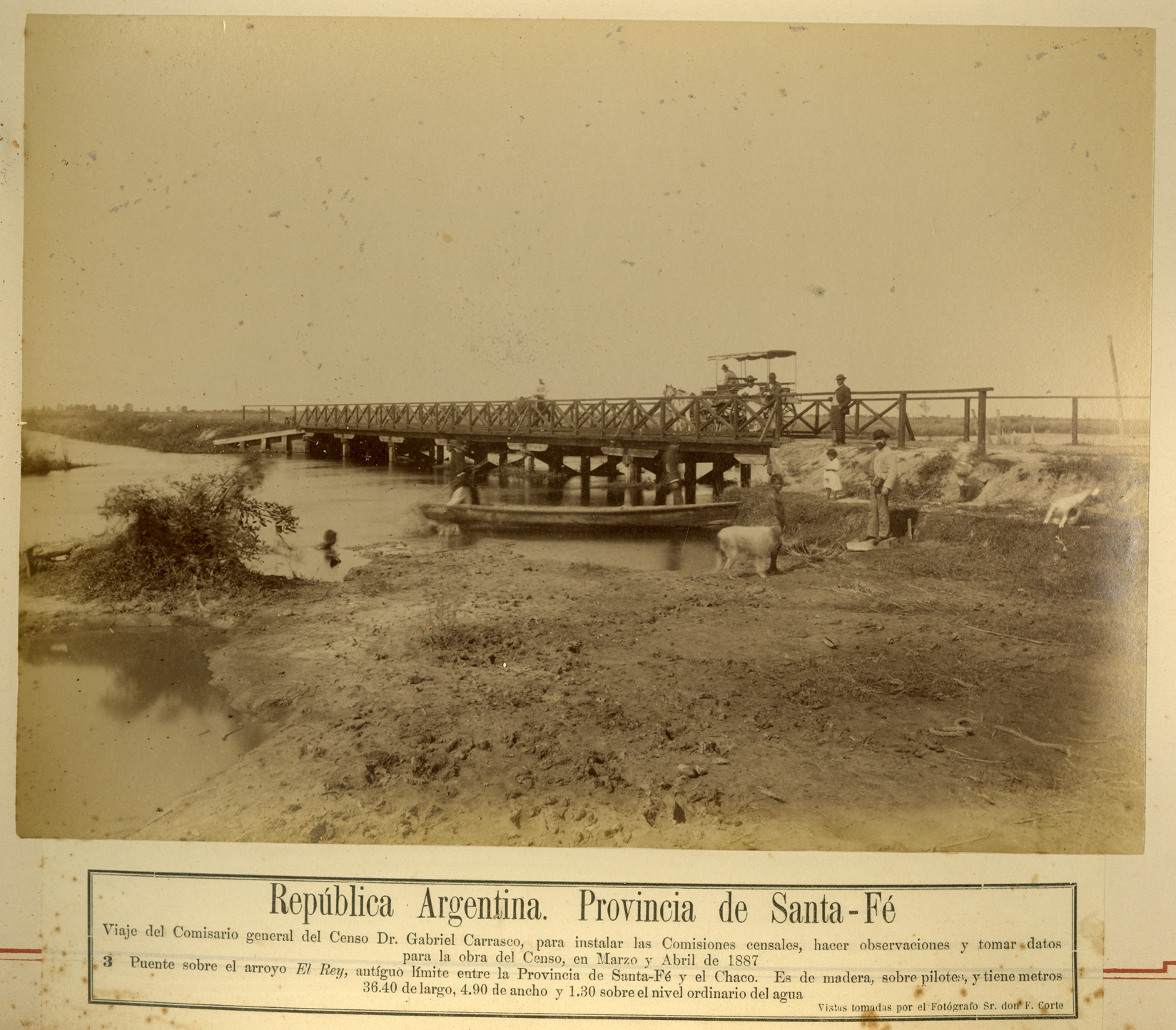
El Chaco Santafesino - 03 - Puente sobre el arroyo El Rey

Muchos indios perecieron al intentar cruzarlo en la desesperada huida; al ver esto un hechicero indígena maldijo las aguas convocando a nefastas fuerzas sobrenaturales para que apostándose en el arroyo, provocaran la muerte de los blancos.
Al día de hoy, las repetidas muertes por inmersión en las aguas del arroyo continúan siendo atribuidas a la maldición. La voz popular relaciona inmediata e irremediablemente, las tragedias con este temible hechizo.
Las profundidades y los pozos son una trampa mortal para bañistas, pescadores y trabajadores, quienes en épocas de agobiante calor persiguen alivio en El Rey, buscan pescar alguna pieza o llevan a sus caballos para bañarlos. A esto se suma la contaminación del agua y su cauce agotado, hechos que también se explican bajo la perspectiva de la leyenda.